# FK Dnipro-3
FK Dnipro-3 (ukr. Футбольний клуб «Дніпро-3», Futbolnyj Kłub "Dnipro-3") – ukraiński klub piłkarski z siedzibą w mieście Dniepr. Jest trzecim zespołem klubu FK Dnipro. Status profesjonalny otrzymał w roku 2000.
Zgodnie z zasadami regulaminu klub nie może awansować do ligi, w której już gra I lub II zespół klubu, oraz nie może występować w rozgrywkach Pucharu Ukrainy.
W latach 2000–2002 występował w rozgrywkach ukraińskiej Drugiej Lihi.

## Historia
Chronologia nazw:
- 2000–2002: Dnipro-3 Dniepropetrowsk (ukr. «Дніпро-3» Дніпропетровськ)

W 2000 roku Dnipro-3 zgłosił się do rozgrywek w Drugiej Lidze i otrzymał status profesjonalny, kiedy drugi zespół Dnipro-2 awansował do Pierwszej Lihi.
Po sezonie 2001/02, kiedy drugi zespół Dnipro-2 spadł do Drugiej Lihi, trzeci zespół Dnipro-3, zgodnie regulaminu, był zmuszony opuścić ligę i został pozbawiony statusu profesjonalnego.

## Sukcesy
- 3. miejsce w Drugiej Lidze (1 x):

2000/01

## Inne
- FK Dnipro
- FK Dnipro-2